# Weingarten 2 (Quedlinburg)

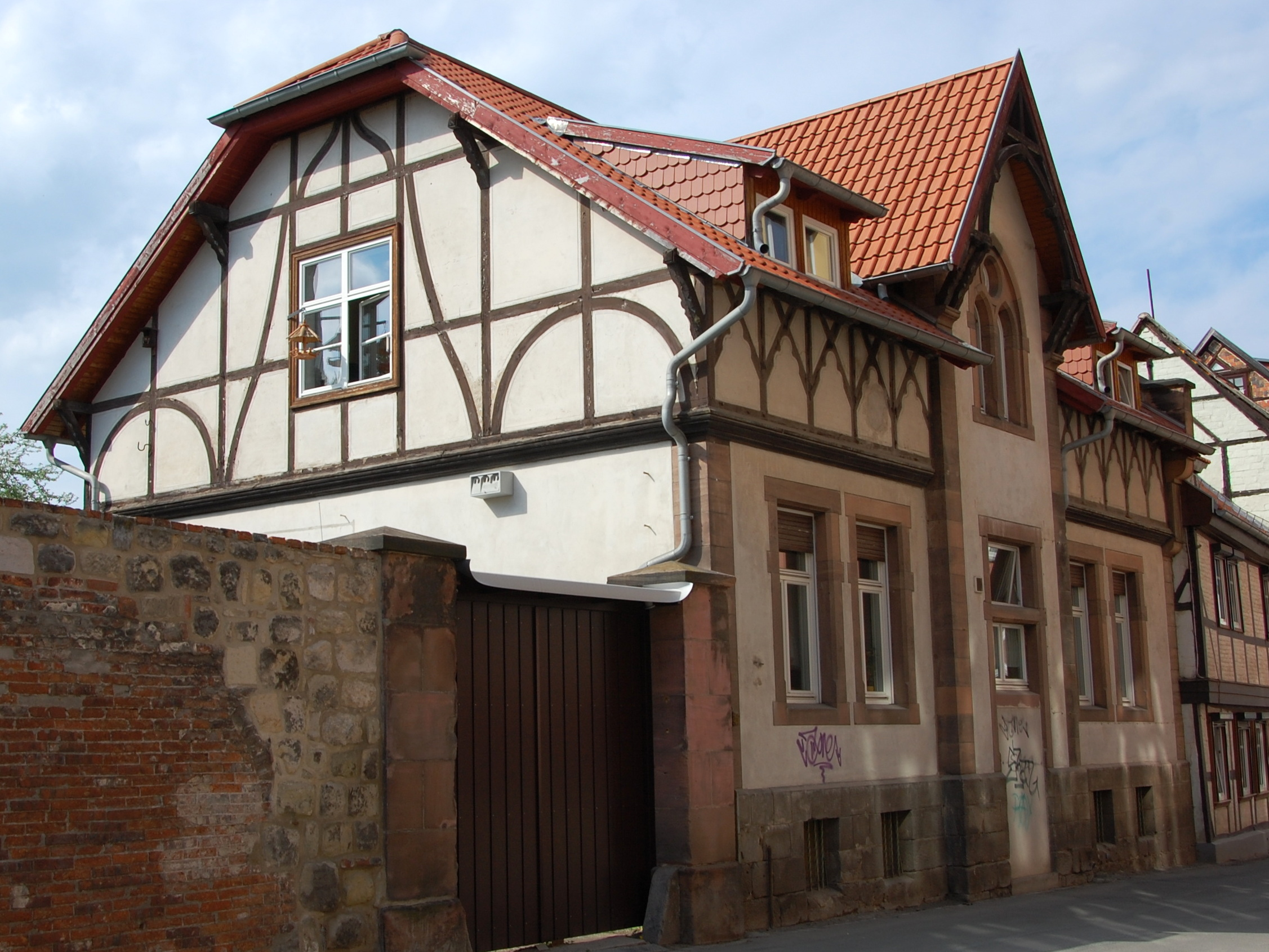
Haus Weingarten 2

Das Haus Weingarten 2 ist ein denkmalgeschütztes Gebäude in der Stadt Quedlinburg in Sachsen-Anhalt.

## Lage
Es befindet sich am Westrand der historischen Quedlinburger Altstadt auf der Westseite der Straße Weingarten. Im Quedlinburger Denkmalverzeichnis ist es als Wohnhaus eingetragen.

## Architektur und Geschichte
Das Wohnhaus entstand im Jahr 1901 unter Einsatz sowohl klassizistischer als auch neogotischer Formen. Die Fassade des villenartig wirkenden Gebäudes wird durch einen Mittelrisaliten geprägt. Darüber hinaus besteht ein Kniestock.